# Olga Grahor
Olga Grahor (r. Škerlj), prevajalka, urednica * 14. februar 1907, Dunaj, † 1985, Ljubljana.

## Življenje
Rodila se je univerzitetnemu profesorju Milanu Škerlju in materi Piji roj. Srebre. Na Dunaju je obiskovala osnovno šolo  v letih 1913–1916 in gimnazijo leta 1917 (3 semestre), potem pa je šolanje v letih 1918–1925 nadaljevala na Gimnaziji Poljane v Ljubljani. Na ljubljanski univerzi je v letih 1925–1930 študirala zgodovino in zemljepis, 1948–1950 pa anglistiko. V letih 1929–1932 je bila zaposlena na Mestni ženski realni gimnaziji v Ljubljani,  1950–1951 na Osmi gimnaziji v Ljubljani, od leta 1951 pa na Prvi gimnaziji v Ljubljani.
Upokojila se je leta 1974 na Gimnaziji Bežigrad. Leta 1932 se je poročila s pisateljem in novinarjem Ivom Grahorjem. Leta 1933 se jima je rodil sin Andrej, 1940 pa hčerka Barbka, mož ji je umrl leta 1944 v Dachauu.

## Delo
Prevajala je v glavnem iz angleščine, zlasti leposlovje, in urejala berila za študente angleščine. 
- Harriet Beecher-Stowe. Koča strica Toma. Ljubljana: Založba Tiskarne Merkur, 1934. (COBISS), leta 1954 ponovni prevod skupaj s Kristino Brenkovo (COBISS)
- John Galsworthy. Družinski oče. Igrali v Slovenskem narodnem gledališču Ljubljana v letih 1934–1935.
- Pearl Buck. Vzhod-zapad. Ljubljana: Narodna tiskarna, 1943. (COBISS)
- H. P. Smolka. Na sovjetskem severu.  Ljubljana: SKZ, 1946. (COBISS)
- Charles Darwin. Potovanje na ladji Beagle. Ljubljana: DZS, 1950. (COBISS)
- Izbor iz angleške proze. Ljubljana: DZS Klasje, 1951. (COBISS)
- Prevoda dveh novel sta izšla v knjigi: Louis Adamič. Iz dveh domovin. Maribor: Obzorja, 1951. (COBISS)
- Jack London. Bele samote. Maribor: Obzorja, 1955. (COBISS)
- Angleška literarna čitanka. Ljubljana: DZS, 1965. (COBISS)
- Kathryn Forbes. Spominjam se mame. Naša žena, 1966/1967.

Naslov njenega magistrskega dela iz leta 1973 je France in the work and ideas of Antun Gustav Matoš. (COBISS)
V letih 1936–1938 je bila glavna urednica časopisa Ženski svet, kjer je objavljala prevode, članke in knjižna poročila. Za Ljubljanski zvon je prevajala iz angleščine in ruščine. Pred vojno je aktivno sodelovala v Društvu akademsko izobraženih žena in pri Uniji za zaščito dece.